# Épinal Hockey Club
Die Wildcats d’Épinal (offizieller Name: Épinal Hockey Club) sind eine französische Eishockeymannschaft aus Épinal, welche 1997 als Image Club d’Épinal gegründet wurde und in der Division 1, der zweiten französischen Eishockeyliga, spielt.
Seine Heimspiele trägt der Club im 2.500 Zuschauer fassenden Patinoire de Poissompré aus.

## Geschichte
Die Vorgänger des Image Club d’Épinal wurde im Dezember 1906 gegründet und erhielt den Namen Sports d’hiver Spinaliens (SHS) Der heutige Image Club d’Épinal wurde 1997 gegründet. Nach der Vereinsgründung spielte Épinal sofort in der zweiten Liga und erreichte bis 2005 immer den vierten oder fünften Platz am Ende der regulären Saison. In der Saison 2002/03 stieg der Verein als Meister der Division 1 in die erstklassige Ligue Magnus auf. In der gleichen Spielzeit zog man bis ins Viertelfinale der Coupe de France ein. In der ersten Saison in der Ligue Magnus wurde Épinal nur Vorletzter. Nachdem in der folgenden Spielzeit Playoffs im Anschluss an die reguläre Saison eingeführt wurden, verpassten die Dauphins diese als Tabellenletzter deutlich. Dennoch gelang in der Saison 2006/07 der überraschende Einzug in das Finale der Coupe de France, wo man den Ducs d’Angers mit 1:4 unterlag.
Bis zur Saison 2007/08 gelang es der Mannschaft sich unter dem kanadischen Spielertrainer Shawn Allard im Mittelfeld der Ligue Magnus zu etablieren.

## Erfolge
- Aufstieg in die Ligue Magnus: 2002/03
- Coupe de France (Finalist): 2007
- Französischer Vizemeister 2015

## Bekannte ehemalige Spieler und Trainer
- Steve Gainey
- Bob Gainey
- Dany Gélinas
- Cyrille David

## Trikots

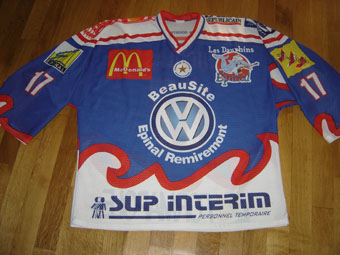
Heimtrikot 2003–2004
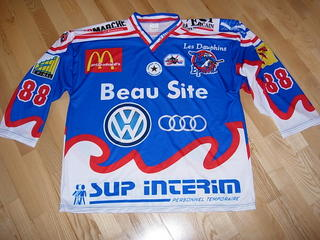
Coupe de France 2007
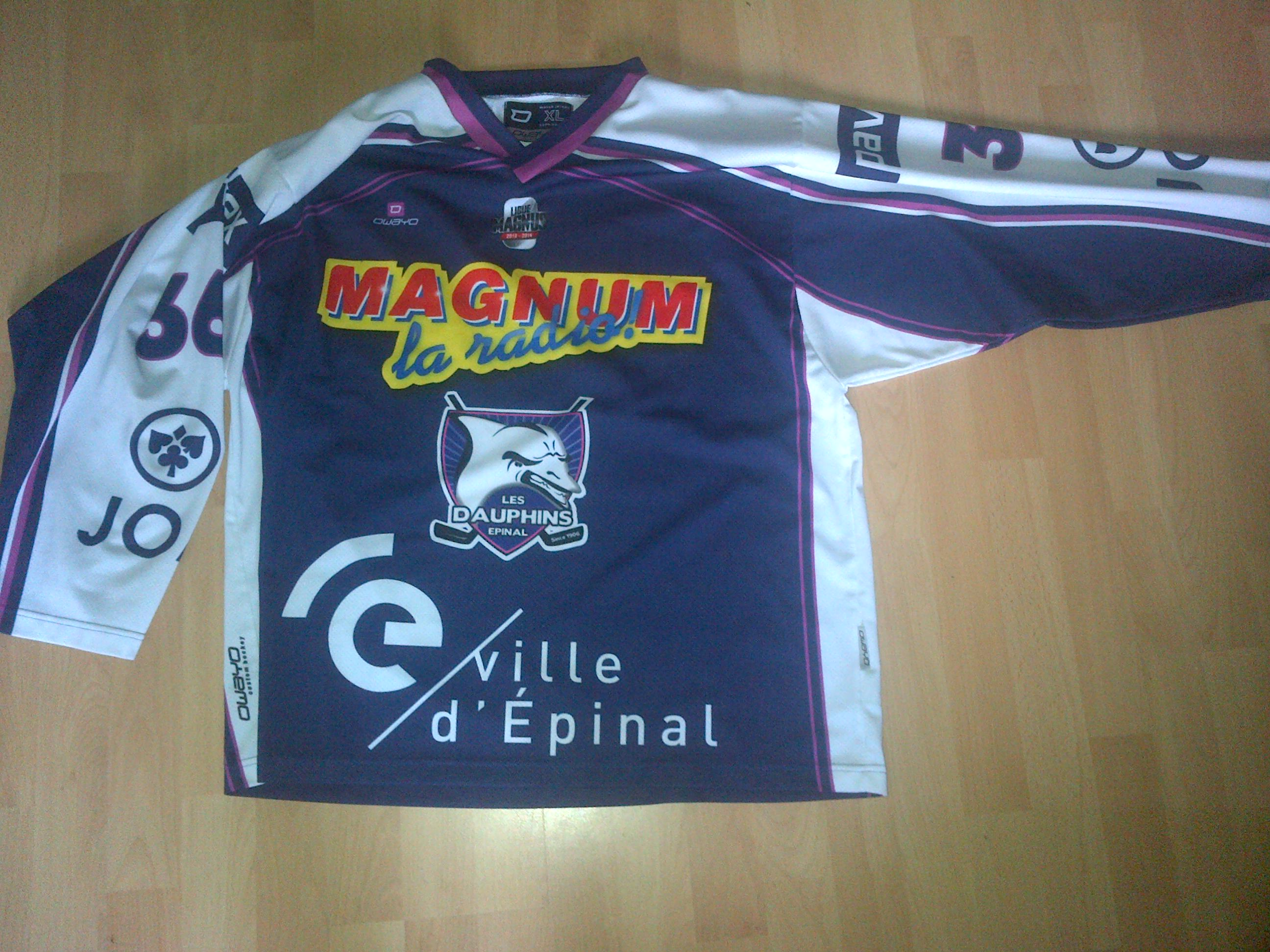
Heimtrikot 2013–2014
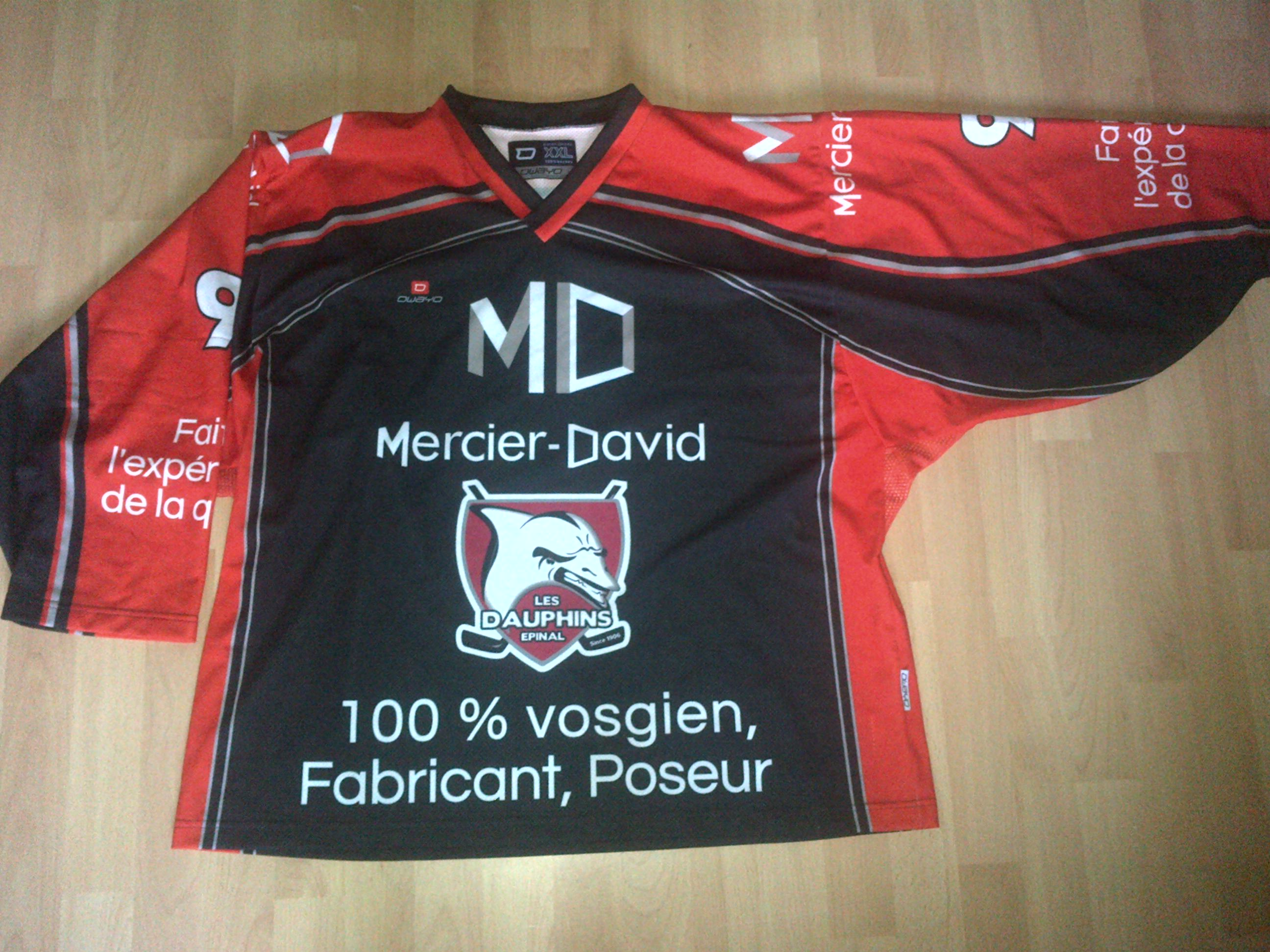
Coupe de France 2013–2014
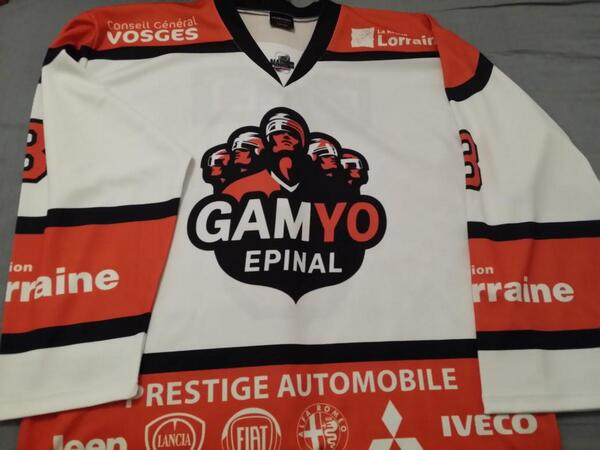
Auswärtstrikot 2014–2015